# Taeryong
 (novembre 2019).

La rivière Taeryong est une rivière située en Corée du Nord. Elle est un affluent du Chongchon.